# Conor O'Shea
Conor Michael Patrick O’Shea (in irlandese Conchúir Ó Sé; Limerick, 21 ottobre 1970) è un ex rugbista a 15, allenatore di rugby a 15 e dirigente sportivo irlandese, già estremo della provincia di Leinster e degli inglesi London Irish, nonché 39 volte internazionale per l'Irlanda con cui ha preso parte a due edizioni della Coppa del Mondo; da maggio 2016 al novembre 2019 ha ricoperto l'incarico di commissario tecnico dell'Italia.
Dal 2020 è director of performance presso la Rugby Football Union.

## Biografia
Conor O'Shea crebbe nelle file del Leinster, franchise provinciale irlandese in cui divenne professionista; sua è la prima meta europea del Leinster, marcata nel 1995 al Giuriati di Milano in un incontro di Heineken Cup contro il Milan.
Nel 1993 debuttò per la Nazionale irlandese contro la Romania e due anni più tardi prese parte alla Coppa del Mondo di rugby 1995 in Sudafrica; fu anche nella rosa della Nazionale alla Coppa del Mondo di rugby 1999 nel Regno Unito.
Nel 1996 fu a Londra dove giocò nei London Irish in English Premiership; un incidente di gioco in campionato a novembre 2000 contro il Gloucester provocò a O'Shea problemi a una caviglia che non si risolsero mai definitivamente e non gli permisero più di tornare in campo tanto che a un anno dall'incidente dovette dichiarare il ritiro definitivo dall'attività.
Dopo un periodo come allenatore proprio dei London Irish e cinque anni nel settore sviluppo della Rugby Football Union, nel 2010 assunse l'incarico di Director of rugby (allenatore) degli Harlequins, alla guida dei quali si aggiudicò nel 2011-12 il titolo di campione inglese, il primo per la formazione a maglie arlecchino.
Di gennaio 2016 è l'annuncio da parte di O'Shea di voler lasciare gli Harlequins alla fine della stagione; nonostante la conferma di essere stato contattato dalla Federazione Italiana Rugby per succedere a Jacques Brunel alla guida della Nazionale a luglio 2016, O'Shea non aveva tuttavia confermato alcun impegno futuro.
Dopo il termine del Sei Nazioni 2016 e la fine del contratto di Brunel è altresì stata resa ufficiale la notizia del conferimento dell'incarico allo stesso O'Shea, il quale è destinato ad assumere la carica al termine della stagione di campionato con gli Harlequins.
Il 16 novembre 2019 ha rassegnato le sue dimissioni come commissario tecnico dell'Italia per accettare l'incarico di director of performance della Rugby Football Union.

## Palmarès

### Giocatore
- Coppe Anglo-Gallesi: 1
London Irish: 2001-02

### Allenatore
- Premiership: 1
Harlequins: 2011-12
- Coppe Anglo-Gallesi: 1
Harlequins: 2012-13
- Challenge Cup: 1
Harlequins: 2010-11